# Нюшьопинг
Нюшьопинг (на шведски: Nyköping, правопис по правилата за транскрипции до 1995 г. Нючьопинг) е град в източната част на централна Швеция, лен Сьодерманланд. Главен административен център на едноименната община Нюшьопинг и на лен Сьодерманланд. Разположен е на брега на Балтийско море. Намира се на около 100 km на югозапад от столицата Стокхолм. Получава статут на град през 1444 г. Има две летища, жп гара и пристанище. Населението на града е 29 891 жители според данни от преброяването през 2010 г.

## Култура
В околностите на Нюшопинг са заснети над двадесет филма от германската филмова поредица по романите на шведската писателка Инга Линдстрьом.

## Побратимени градове
- Виборг, Русия
- Лисалми, Финландия
- Лауф ан дер Пегниц, Германия
- Нутоден, Норвегия
- Нюкьобинг Фалстер, Дания
- Салацгрива, Латвия